# قائمة جرائم الحرب
- 1258 غزو المغول لبغداد
- 1816 مذبحة الجوازي
- 1830 المجازر الفرنسية في الجزائر من 1830 حتى 1962
- 1890 المجزرة التي وقعت ضد قبيلة السو المعروفة بمذبحة وندد ني
- 1914-1918 مذابح اليونانيين البونتيك
- 1914-1918 مذابح الأرمن
- 1914-1918 مذابح الأشوريين/الكلدان/السريان
- 1933 مجزرة سميل
- 1937 مجزرة القدس
- 1942 المحرقة اليهودية على يد النازيين أثناء الحرب العالمية الثانية
- 1945 إبادة هيروشيما
- 1945 إبادة ناجازاكي
- 1945 مجزرة سطيف، قالمة وخراطة
- 1948 مذبحة دير ياسين
- 1953 مذبحة قلقيلية
- 1956 مجزرة قسنطينة
- 1960 مجزرة 11 ديسمبر 1960
- 1961 مجزرة باريس
- 1968 مذبحة هوي
- 1976 مجزرة الكرنتينا
- 1978 مجزرة إهدن
- 1981 مذبحة الموزوت
- 1982 مذبحة صبرا وشاتيلا
- 1988 عمليات الأنفال
- 1990 الغزو العراقي للكويت
- 1992 الإبادة في البوسنة والهرسك
- 1994 الإبادة الجماعية في رواندا
- 1994 مذبحة الحرم الإبراهيمي
- 1995 مذبحة سربرنيتشا
- 1996 مجزرة قانا
- 2006 مجزرة قانا الثانية
- 2008 قائمة المجازر المنفذة خلال الهجوم على قطاع غزة (ديسمبر 2008 - يناير 2009)
- 2014 مجزرة سبايكر في تكريت على يد داعش

## قائمة بحاجة إلى تاريخ
مجزرة اكنيال (تحتاج إلى تاريخ ؟)2008
مذبحة الأبرياء2010